# Teffi
Nadézjda Aleksándrovna Téffi, (ryska: Наде́жда Алекса́ндровна Тэ́ффи), född 21 maj 1872 i Sankt Petersburg, död 6 oktober 1952 i Paris, var en rysk författare som skrev under pseudonymen Teffi. 
Teffi var dotter till den ryska advokaten Aleksander Lokhvitsky  och hans italienska hustru och  gick på gymnasiet i Sankt Petersburg där hon introducerades till den klassiska ryska litteraturen. Redan som barn läste hon verk av Aleksandr Pusjkin och Lev Tolstoj och på högstadiet började hon och hennes tre systrar att skriva själv.
Hon gifte sig med en polsk aristokrat och advokat och flyttade till Tichvin. År 1892 föddes deras första dotter varefter  de flyttade till familjens gods i Mahiljoŭ. Paret fick ytterligare två barn, en son och en dotter, innan Teffi lämnade maken och flyttade till Sankt Petersburg för att skriva.
Hon publicerade sina första dikter år 1901 under sitt flicknamn. Hon utforskade andra genrer och började skriva humoristiska teaterpjäser, noveller och feuilletoner. Hon bidrog regelbundet till tidskriften Stock Market News och år 1904 började hon att använda pseudonymen Teffi.
Teffi började att skriva politisk satir när censuren minskade i åren före Ryska revolutionen 1905. I början stödde hon oktoberrevolutionen men tröttnade efterhand på bolsjevikerna och började att kritisera Lenin. Hon lämnade Ryssland år 1919 och reste med tåg via Kiev till Konstantinopel för att slutligen bosätta sig i Paris. Tågresan beskriver hon i självbiografin Воспоминания (engelsk titel: Memories: From Moscow to the Black Sea) som utgavs år 1931.